# Čislobog

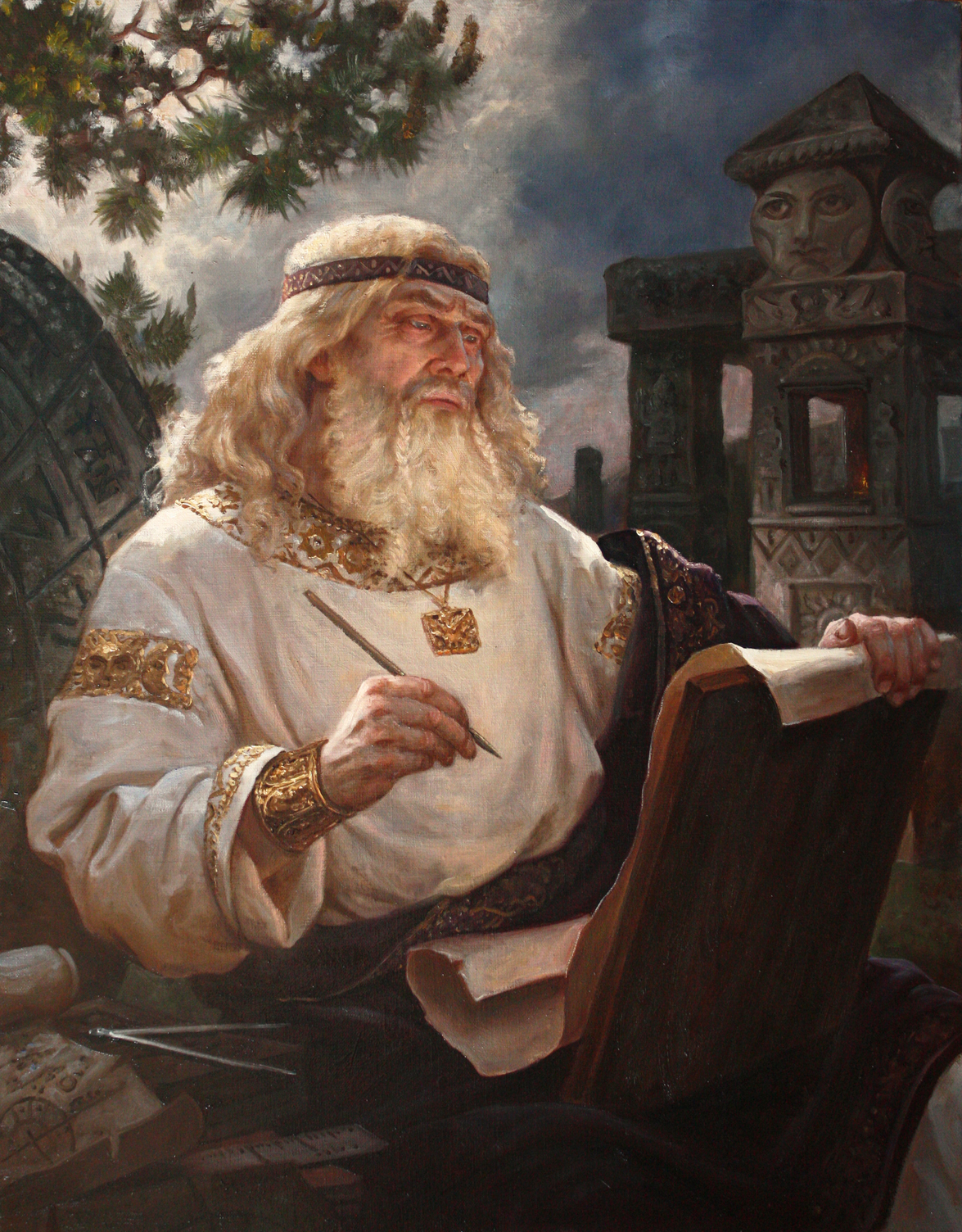
Čislobog od Andreje Šiškina

Čislobog nebo Čisloboh (rusky Числобог) je fiktivní pseudo-slovanský bůh času a čísel, který nepochází ze starších pramenů než těch, která byla napsána ve 20. století. Zmiňuje ho Velesova kniha, která se vydává za autentický staroslovanský text. Čislobog je ztotožňován s jednou z bronzových sošek sbírky tzv. Prillwitzkých idolů, falz z 18. století, které měly představovat památku polabských Ratarů. Ta se nazývá Zislbocg nebo Zislbog. Čislobog je dnes přijímán některými moderní novopohany, jmenovitě stoupenci inglismu, původně ruské sekty, která vzešla z rodnověří a hlásí se k původní víře a moudrosti starých Slovanů. Inglisté také uznávají Velesovu knihu.

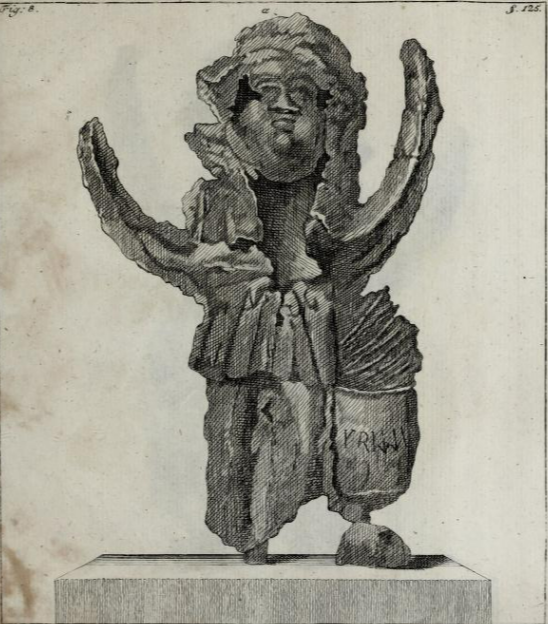
Zislbocg mezi Prillwitzskými idoly

Čislobog je pokládán za boha času, čísel, moudrosti, měsíce a astronomie. Jeho ekvivalenty mají být římský Saturn a řecký Kronos, bohové času.